# Square du Vert-Galant
Pour les articles homonymes, voir Vert galant.
Le square du Vert-Galant est un square du 1er arrondissement de Paris.

## Situation et accès
Le site se trouve à la pointe ouest de l'île de la Cité, dans le quartier Saint-Germain-l'Auxerrois du 1er arrondissement. 
Le niveau du square est situé sept mètres plus bas que le niveau actuel des autres parties de l'île, ce qui correspond au niveau que celle-ci avait autrefois. Le faible surplomb du square par rapport à la Seine explique qu'il soit inondé, voire totalement submergé lors des plus importantes crues du fleuve.
Il est desservi par la ligne 7 à la station de métro Pont-Neuf.

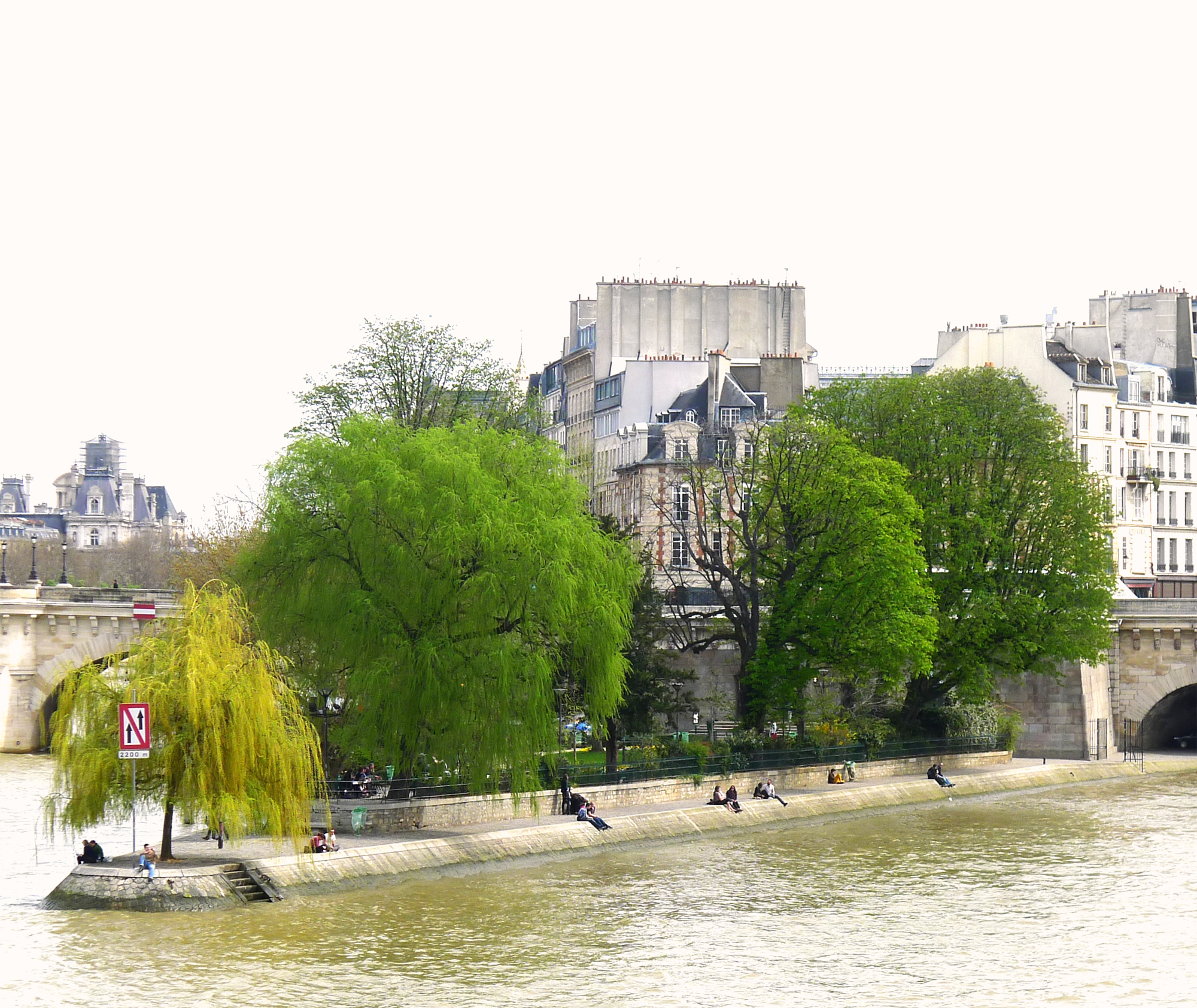
Square vu depuis le quai de Conti.
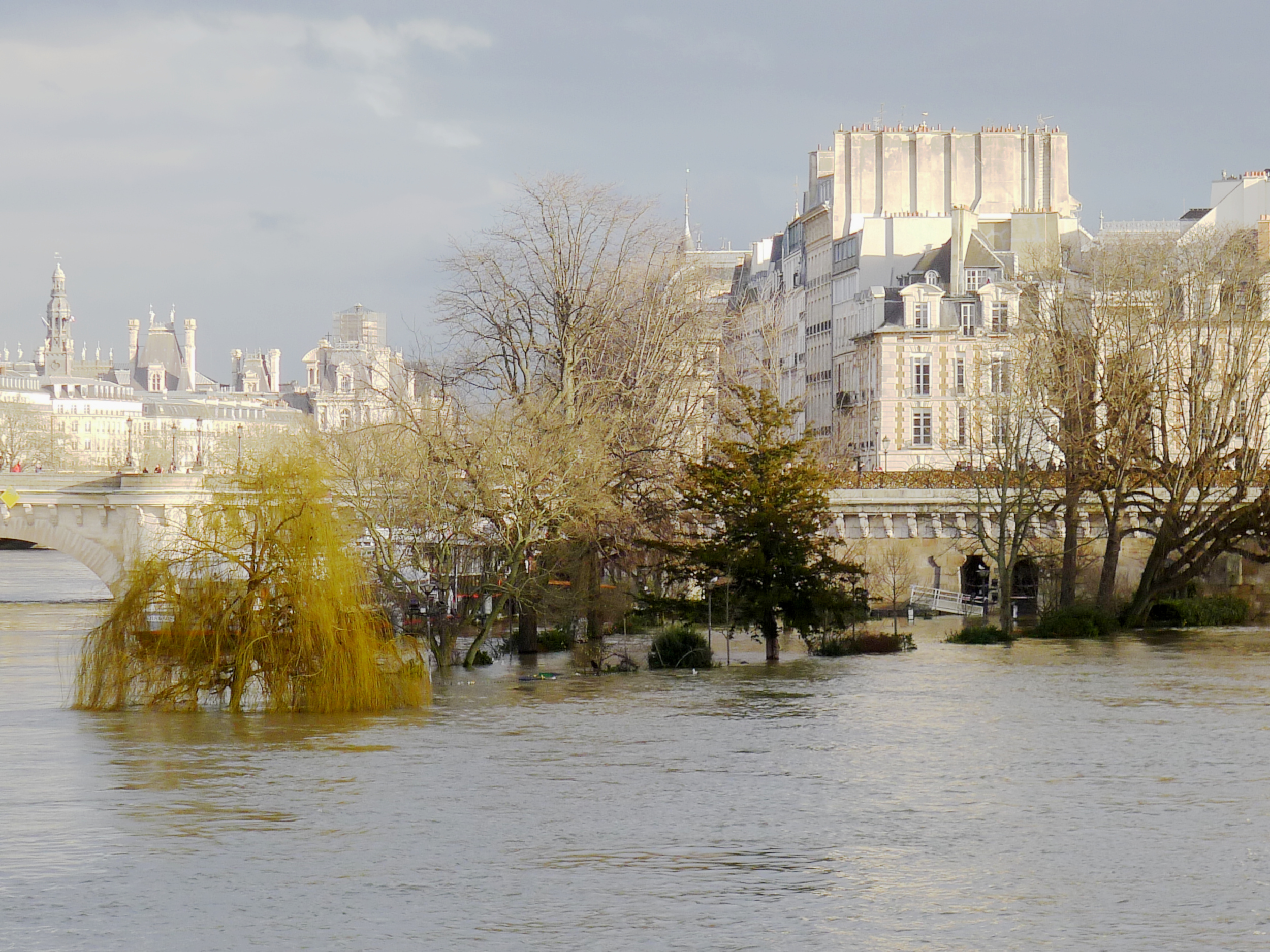
Square lors de la crue de janvier 2018.
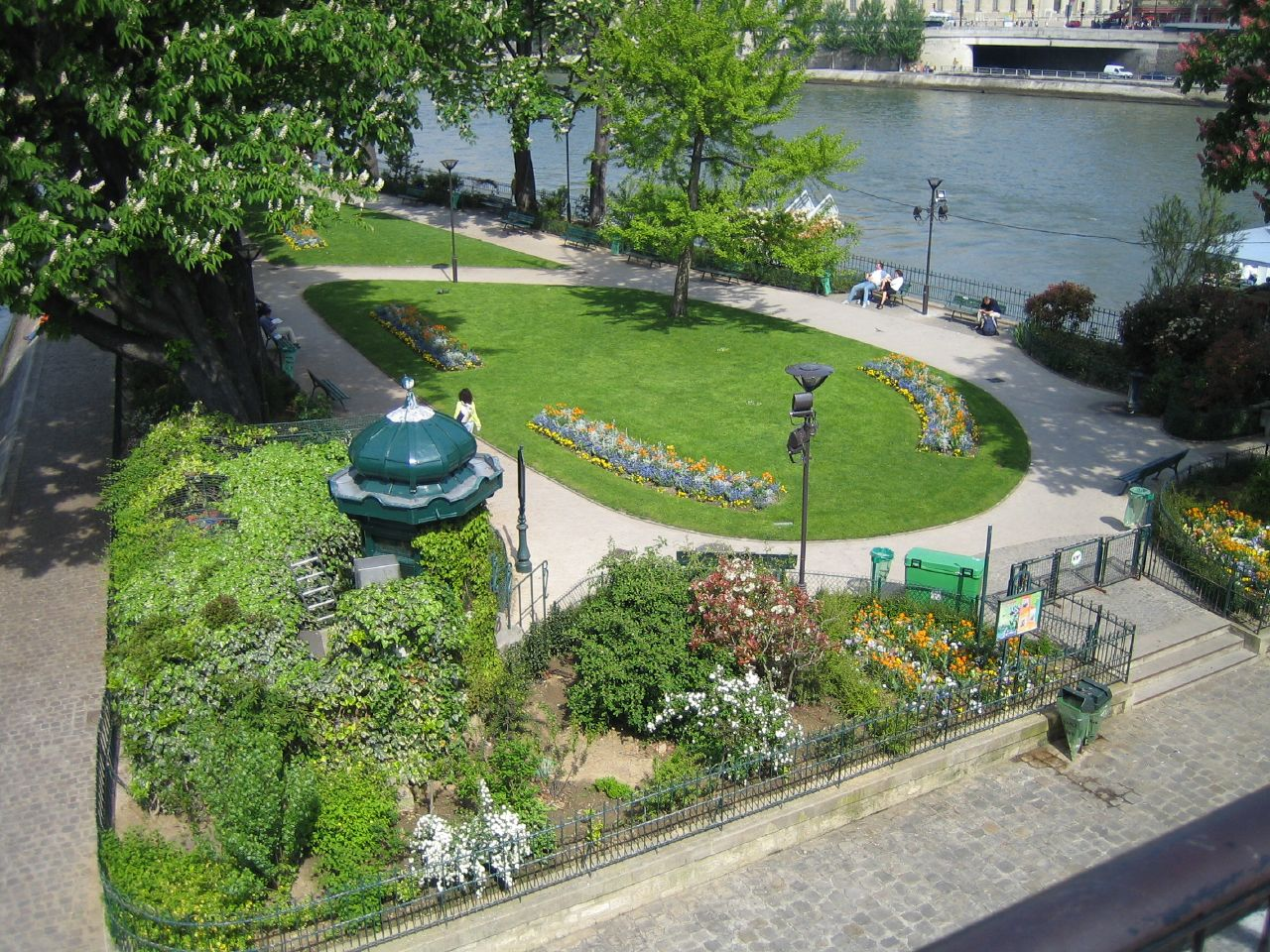
Le square du Vert-Galant.
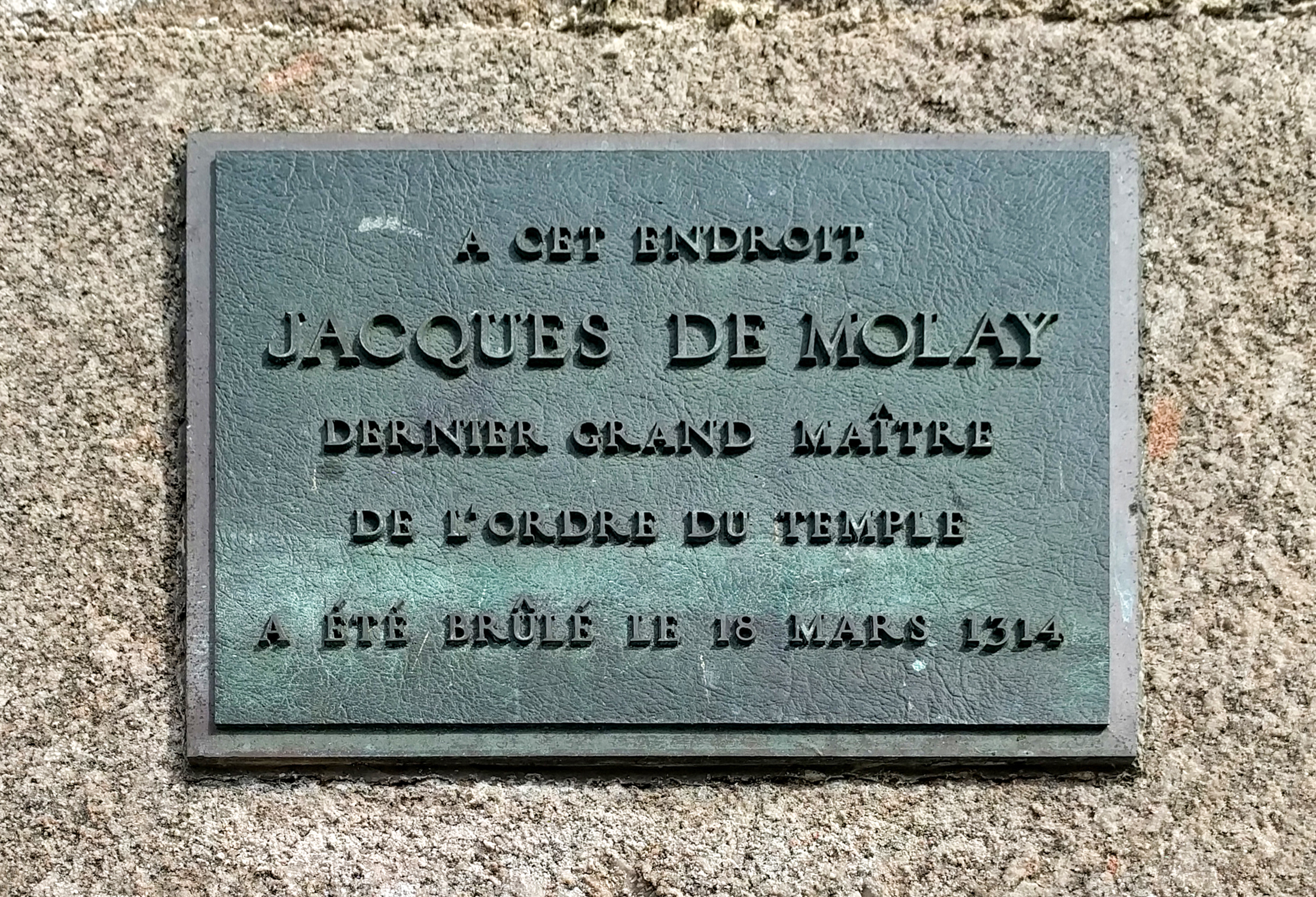
Plaque commémorative de l'exécution de Jacques de Molay.

## Origine du nom
Le square doit son nom à Henri IV, surnommé le « Vert-Galant » en raison de ses nombreuses maîtresses malgré son âge avancé. Le square est dominé par une statue équestre d'Henri IV, elle-même très verte (en bronze) reposant sur le Pont Neuf (lequel sépare le square du reste de l'île).

## Historique
Il a été créé par la réunion de plusieurs petites îles dont l'île aux Juifs, où furent brûlés les derniers templiers, et l'île du Patriarche. Une plaque commémorative rappelle d'ailleurs que c'est à cet endroit qu'eut lieu, le 18 mars 1314, l'exécution sur le bûcher du « dernier grand maître de l'ordre du Temple », Jacques de Molay.

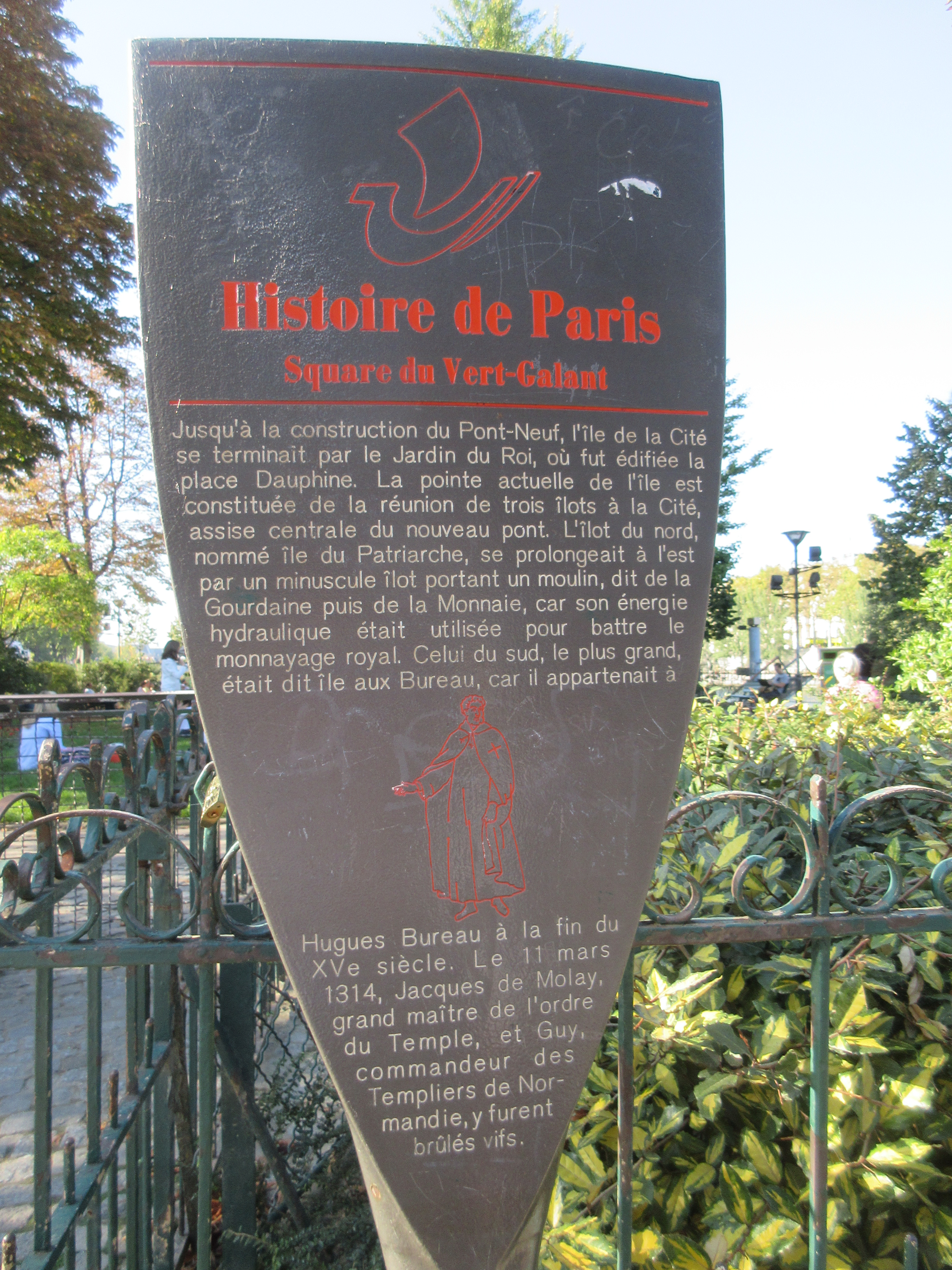
Panneau Histoire de Paris.

Avant d'accueillir un square, les 2 665 m2 de ce terre-plein étaient vers 1765 dévolus aux bains, puis à un café concert en 1865. Celui-ci fut détruit par une inondation en 1879,. 
En 1884, l'État cède le terrain à la ville de Paris.
Au début des années 1950, la bande s'y réunissant aux beaux jours autour de Guy Debord pour leurs libations assidues en fait provisoirement le siège de la permanence de l'Internationale lettriste.
À l'occasion de l'inauguration de l'Exposition universelle de Montréal, en avril 1967, une cérémonie amicale organisée par la ville de Paris a lieu en compagnie de l'ambassadeur du Canada, Jules Léger, et de son homologue de la délégation générale du Québec à Paris, Jean Chapdelaine. Le maire de Montréal, Jean Drapeau, n'ayant pu venir, il est représenté par Léon Lortie et de Jean Vinant, publicitaire de l'Exposition en France. Une pierre en provenance de l'île Sainte-Hélène (Montréal) est déposée dans le square du Vert-Galant. Selon Yves Jasmin, auteur  de La Petite Histoire de l'Expo 67, plus de 30 000 spectateurs assistent à cet événement, lorsque arrive sur le quai le bateau Saint-Laurent transportant la pierre en compagnie du préfet de Paris. 
En 2007, le square a obtenu le label « espaces verts écologiques » décerné par ÉCOCERT.

## Bâtiments remarquables et lieux de mémoire
- Le square accueille une fontaine Wallace à poussoir[2].

## Flore
Le square de 1 642 m2 est planté de marronniers, ifs, prunus pissardii, noyers noirs, érables negundo, pommiers à fleurs, saules pleureurs, olivier de Bohème, sophora panaché, catalpa, robiniers, ginkgo biloba, buisson ardent et arbres à perruque.

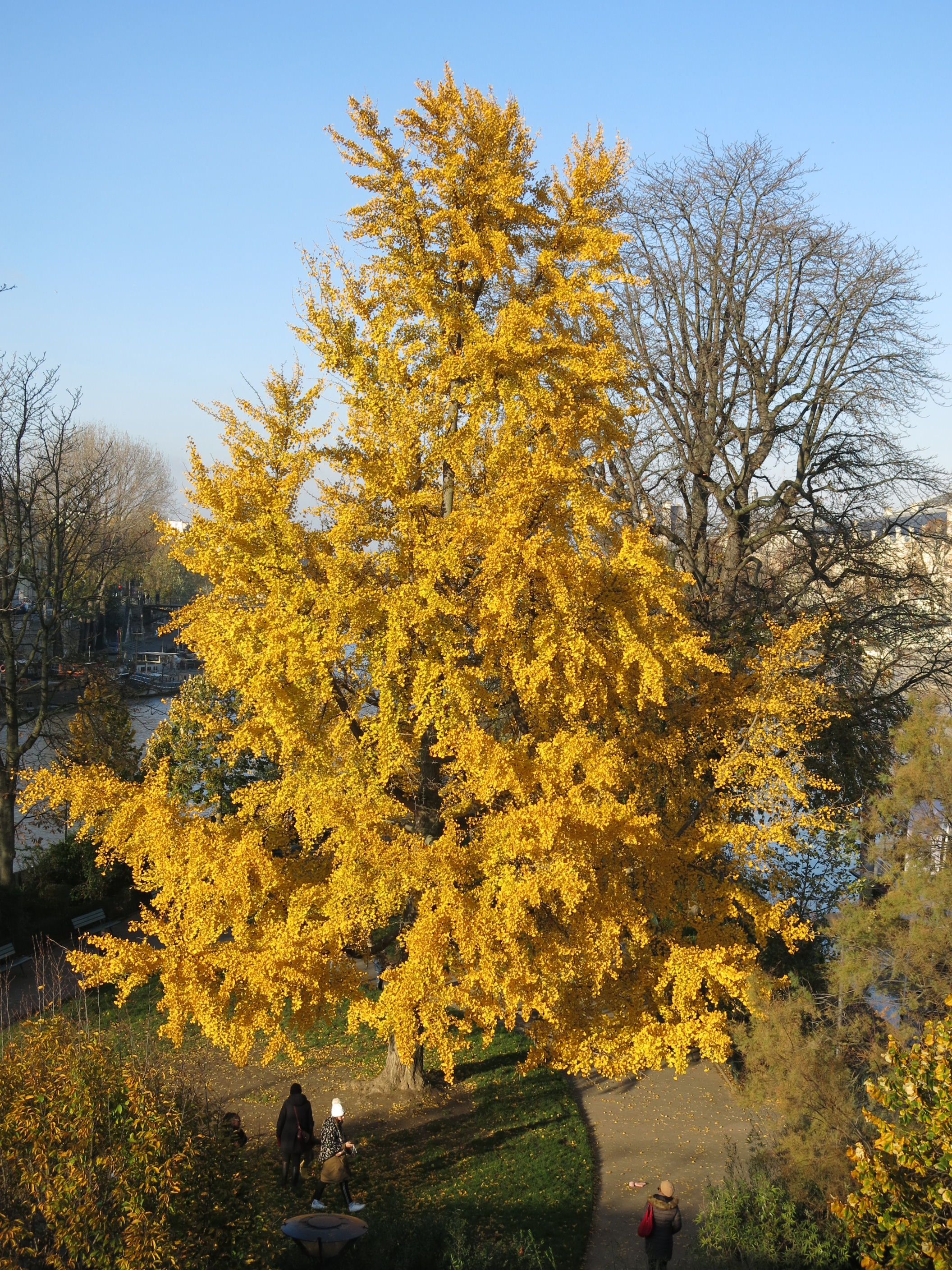
Ginkgo.
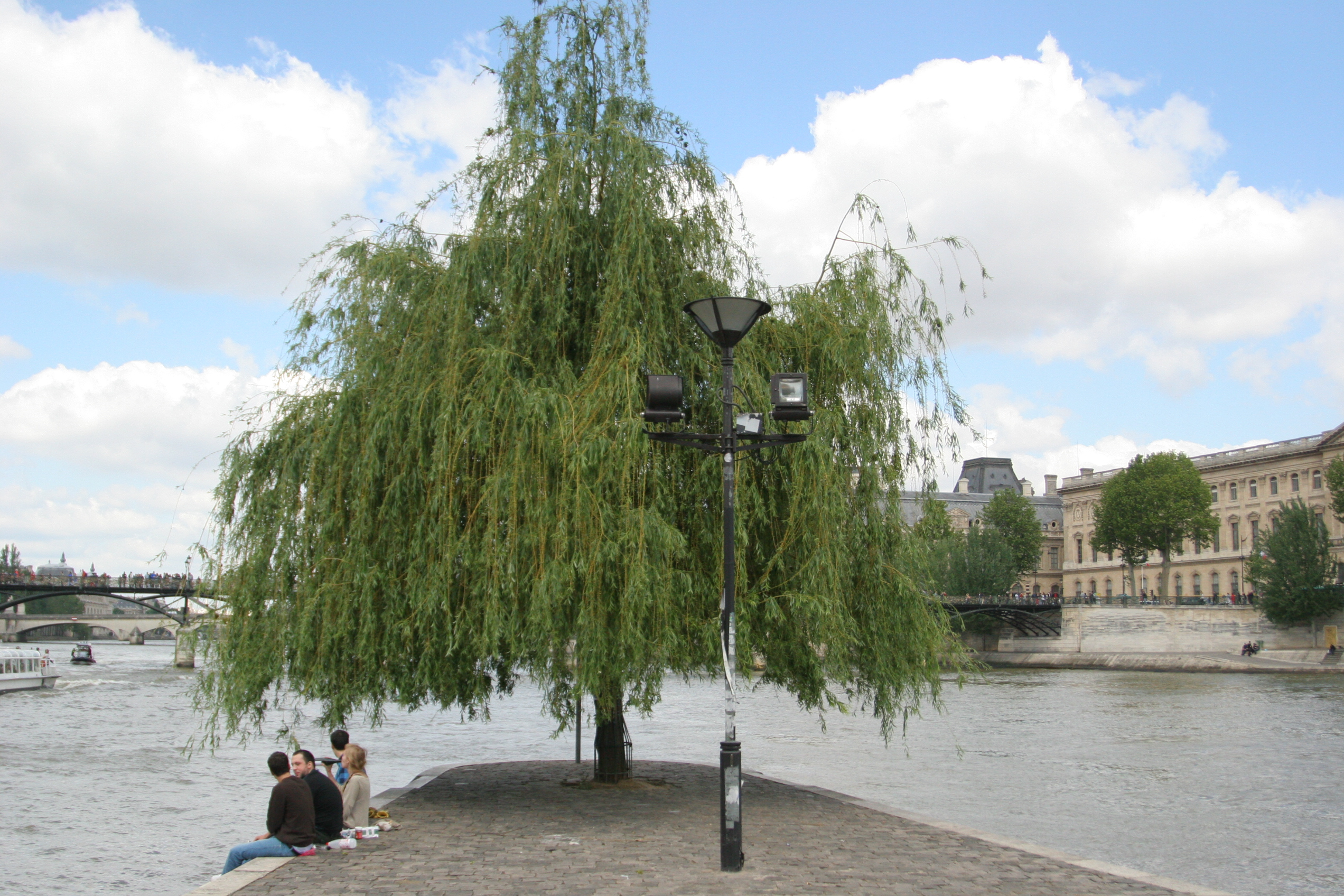
Saule pleureur.
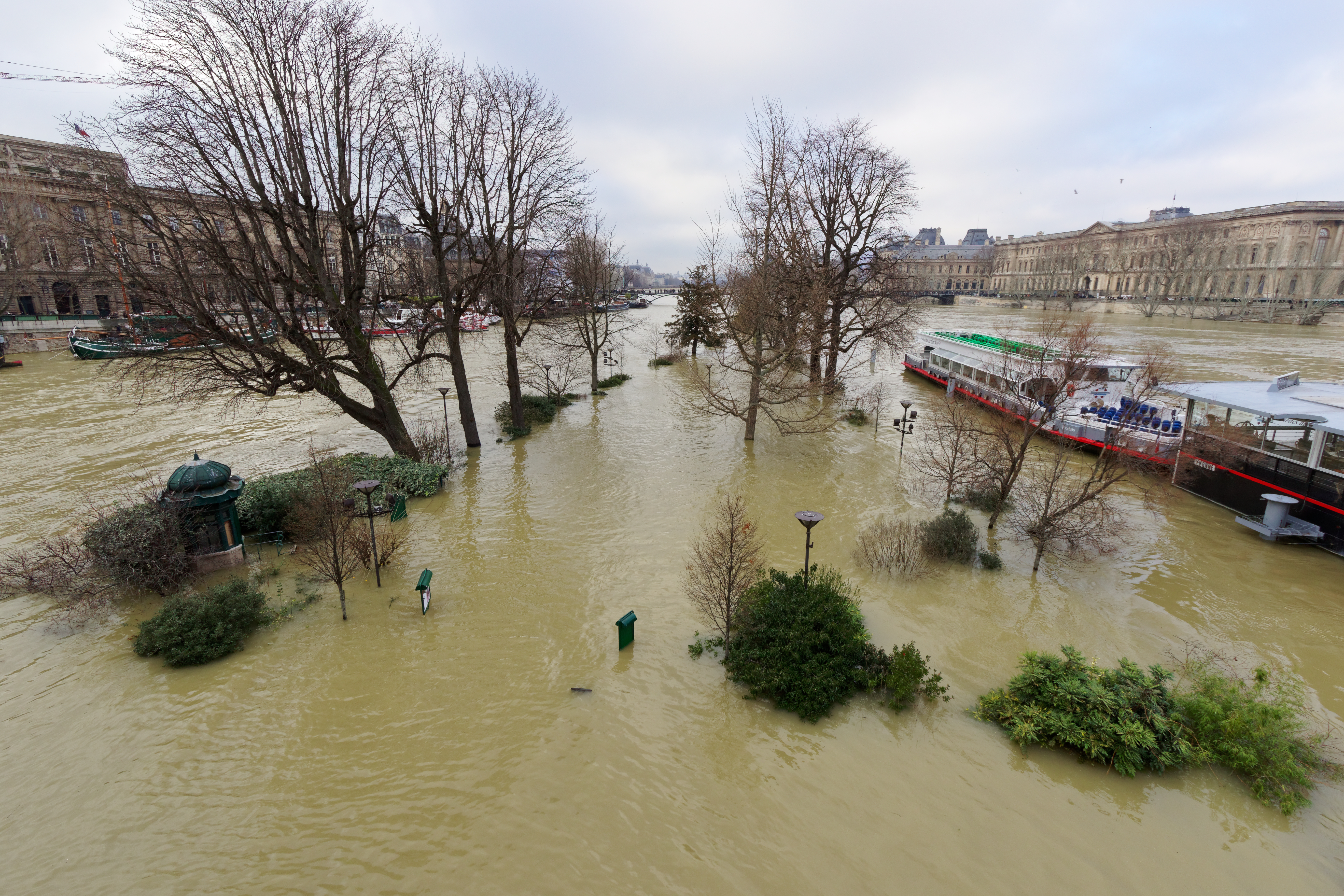
Sous la crue, en 2018.

## Faune
On peut observer des cygnes tuberculés, quelques canards comme le fuligule milouin et le fuligule morillon, des bergeronnettes des ruisseaux ou des chevaliers guignette, des grèbes castagneux et des grèbes huppés. En hiver, on trouve aussi des foulques macroules au front blanc, des poules d'eau, des goélands argentés et des mouettes rieuses.
En 2009, il abrite une importante population de muridés urbains.

## Le square du Vert-Galant dans la culture populaire

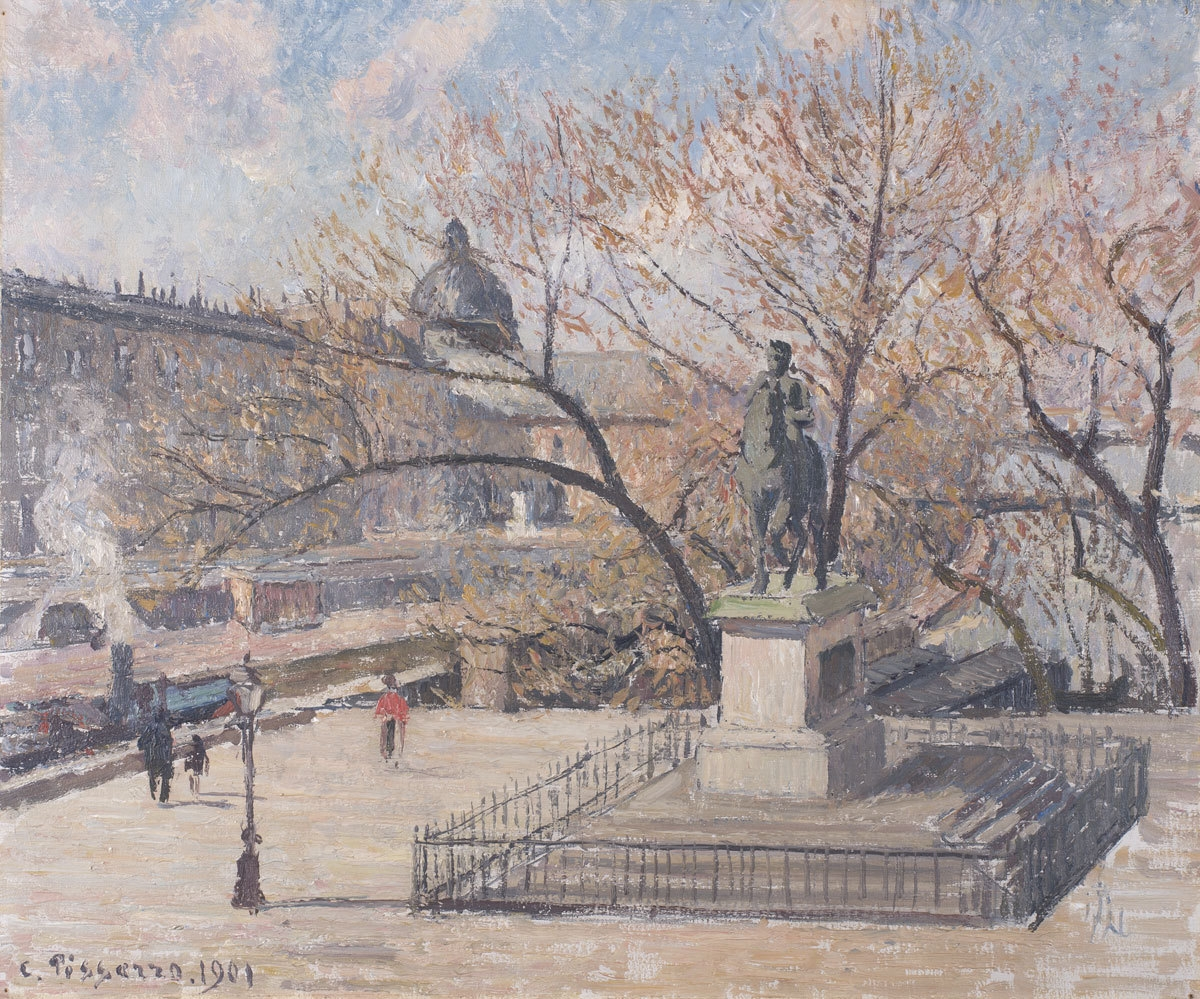
Statue d’Henri IV et hôtel de la Monnaie, matin, soleil
Camille Pissarro, 1901.
MuMa, Le Havre.

- Le peintre impressionniste Camille Pissarro du haut de sa fenêtre du 28 place Dauphine, représente le haut du square avec la statue d'Henri IV.
- Une célèbre photographie de Robert Doisneau, prise en 1950, est intitulée Square du Vert-Galant. Eugène Atget et Marcel Bovis ont eux aussi photographié le square.
- Un grand tableau de Maurice Boitel de 1989 représente les inondations de la Seine au Vert-Galant à la fin du XXe siècle.
- En 1990, le square a aussi inspiré à Frédéric Marbœuf un court métrage intitulé Square du Vert-Galant[7].

## Projets d'aménagement
À l'emplacement du square du Vert-Galant, les architectes ont proposé de procéder à de grandes constructions.
- En 1662, l'architecte Nicolas de l'Espine, conçut un projet, à la demande du sieur Dupin, aide des cérémonies de Louis XIV, sous le ministère de Colbert qui était désireux de magnifier les abords de la statue équestre du grand-père de Louis XIV. Il s'agissait d'établir une sorte de forum à l'antique, établi sur le terre-plein qui aurait été agrandi et percé, à l'ouest, d'une loggia surmontée de deux obélisques ; les statues des grands capitaines, qui de règne en règne, ont vaillamment défendu le royaume de France, devaient être érigées sur la balustrade qui aurait entouré la nouvelle place. Un bassin aurait été creusé derrière la statue d'Henri IV ; en son centre, aurait été installé sur un piédestal la statue de Jeanne d'Arc[8]. Le roi ne donna pas suite à cette proposition.
- En 1804, l'architecte Guy de Gisors exposa un projet de création de thermes qui auraient porté le nom de « Napoléon Ier ». Il s'agissait d'une grande construction à quatre étages d'arcades et à deux ailes en retour d'équerre au milieu desquelles les eaux d'une fontaine auraient jailli. La bâtisse devait abriter cent soixante-seize cabines de bain. Il était également prévu d'aménager un bassin de plein air destiné aux baigneurs et auquel on aurait accédé par un escalier à double évolution[9]. L'empereur ne donna pas suite à cette proposition. En revanche, ce dernier lança en 1810 un concours ouvert en vertu d'un décret signé au camp de Schönbrunn : il s'agissait d'élever, sur le terre plein du Pont Neuf, un obélisque en granit de Cherbourg, avec une inscription « L'empereur Napoléon au peuple français » ; l'obélisque devait faire 180 pieds d'élévation[10].

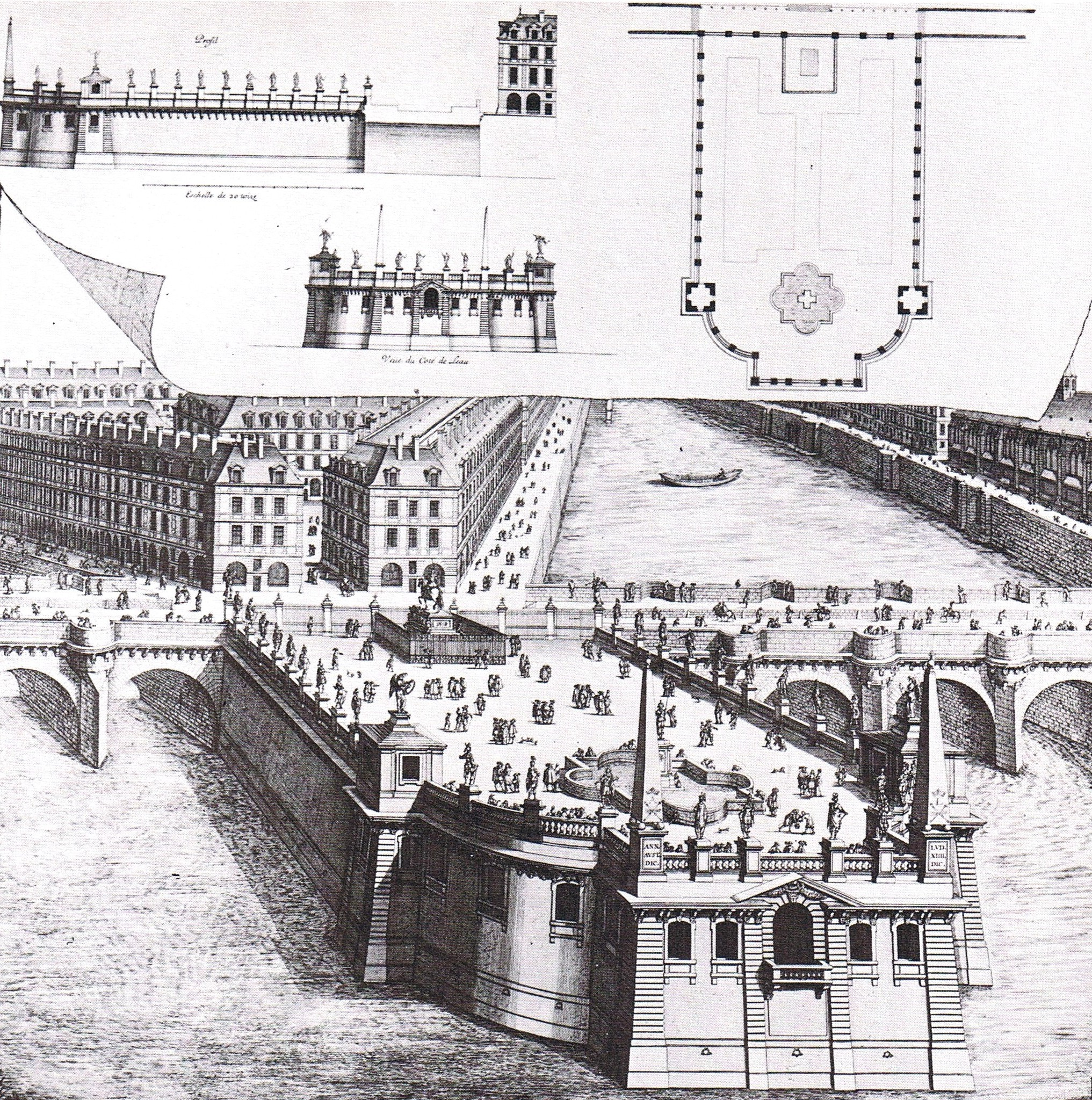
Nicolas de l'Espine, projet d'aménagement du terre-plein du Pont-Neuf à l'emplacement du square du Vert-Galant.
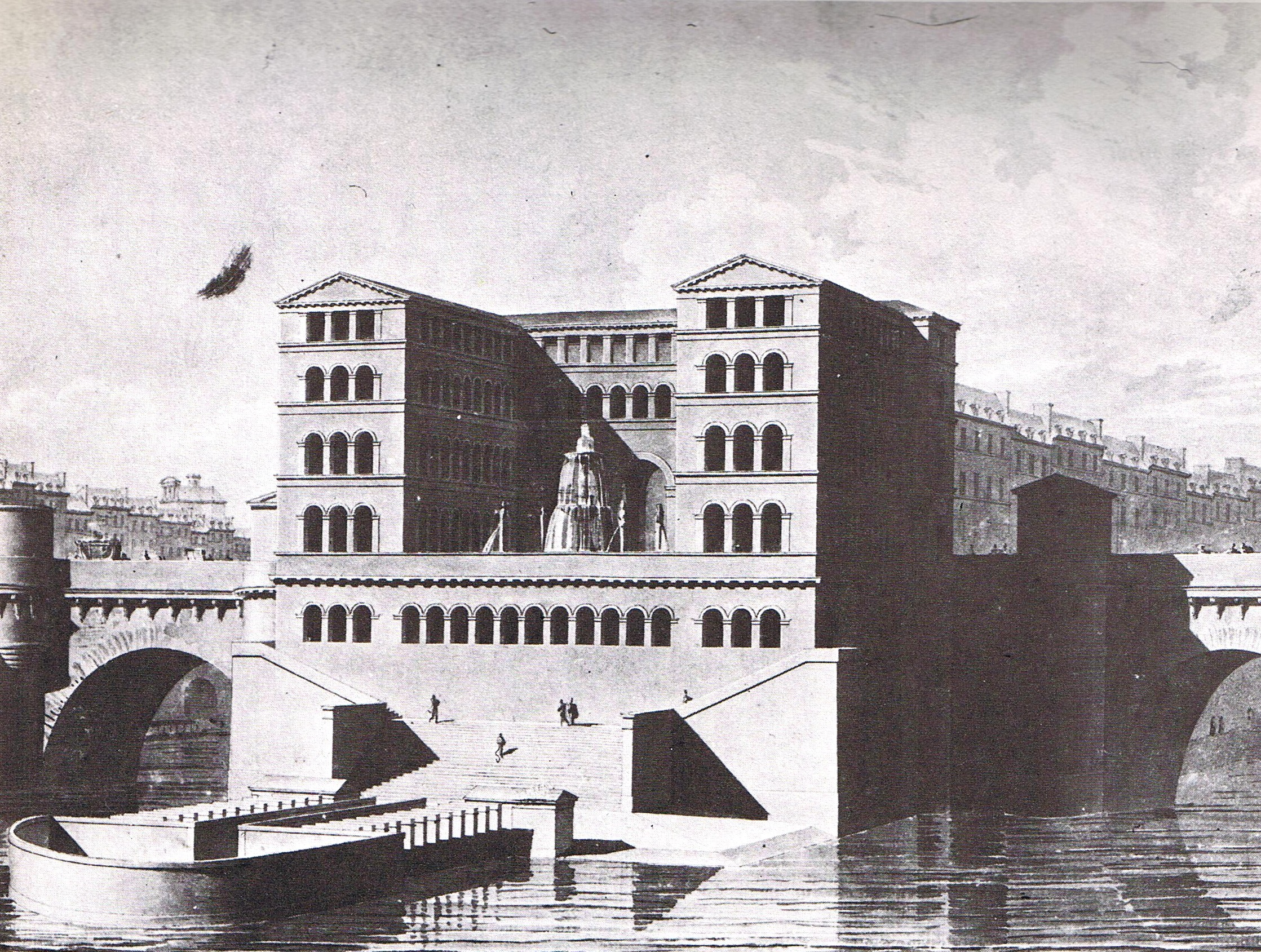
Guy de Gisors, projet d'aménagement du terre-plein du Pont-Neuf à l'emplacement du square du Vert-Galant.